# Еллісон (Пенсільванія)
Еллісон (англ. Allison) — переписна місцевість (CDP) в США, в окрузі Файєтт штату Пенсільванія. Населення — 503 особи (2020).

## Географія
Еллісон розташований за координатами 39°59′8″ пн. ш. 79°52′26″ зх. д. / 39.98556° пн. ш. 79.87389° зх. д. (39.985636, -79.873754).  За даними Бюро перепису населення США в 2010 році переписна місцевість мала площу 1,74 км², з яких 1,73 км² — суходіл та 0,01 км² — водойми.

## Демографія
Згідно з переписом 2010 року, у переписній місцевості мешкало 625 осіб у 261 домогосподарстві у складі 172 родин. Густота населення становила 360 осіб/км².  Було 306 помешкань (176/км²).
Расовий склад населення:
| - 89,0 % — білих - 8,3 % — чорних або афроамериканців - 0,5 % — азіатів - 0,2 % — корінних американців |

До двох чи більше рас належало 2,1 %. Частка іспаномовних становила 0,2 % від усіх жителів.
За віковим діапазоном населення розподілялося таким чином: 21,3 % — особи молодші 18 років, 63,3 % — особи у віці 18—64 років, 15,4 % — особи у віці 65 років та старші. Медіана віку мешканця становила 40,6 року. На 100 осіб жіночої статі у переписній місцевості припадало 101,0 чоловіків;  на 100 жінок у віці від 18 років та старших — 96,0 чоловіків також старших 18 років.
Середній дохід на одне домашнє господарство  становив 45 165 доларів США (медіана — 35 943), а середній дохід на одну сім'ю — 48 498 доларів (медіана — 36 958). Медіана доходів становила 60 508 доларів для чоловіків та 25 508 доларів для жінок. За межею бідності перебувало 15,1 % осіб, у тому числі 16,1 % дітей у віці до 18 років та 10,4 % осіб у віці 65 років та старших.
Цивільне працевлаштоване населення становило 234 особи. Основні галузі зайнятості: роздрібна торгівля — 38,0 %, освіта, охорона здоров'я та соціальна допомога — 17,5 %, виробництво — 14,5 %.